# Маккенна, Алекс
Алекс МакКенна (англ. Alex McKenna; род. 15 октября 1984, Лос-Анджелес) —  американская актриса телевидения и кино. Она получила известность, сыграв Петунию Ступид в «Семейке придурков» (1996) и Микки Эппл в «Твоём желании» (1997).

## Биография
МакКенна родилась в Лос-Анджелесе. Её отец —  американец, а её мать —  американка французского и скандинавского происхождения. Она посещала школу Арчера для девочек в Брентвуде, Лос-Анджелес.
Дебютировала на экране в 1992 в телесериале  «Средний возраст».
В 2000-х на несколько лет прервала свою карьеру, дабы поступить и отучиться в университете. В 2009 году она сыграла главную роль Мэг в короткометражном фильме «Город огней», а в 2010-м появилась в трёх эпизодах ТВ-проекта «90210: Новое поколение».
В 2016 году вышла замуж за канадского актёра Джошуа Клоуза.

## Фильмография
| Кино        | Кино                          | Кино                           | Кино                                         |
| Год         | Фильм                         | Роль                           | Примечания                                   |
| ----------- | ----------------------------- | ------------------------------ | -------------------------------------------- |
| 1996        | Униженная женщина             | Дженнифер                      | ТВ                                           |
| 1996        | Семейка придурков             | Петуния Ступид                 |                                              |
| 1997        | Джой                          | Линда Росс                     |                                              |
| 1997        | Байки у костра                | Аманда                         | новелла «People Can Lick Too»                |
| 1997        | В сердце огня                 | Кэти Столер                    | ТВ                                           |
| 1998        | Патруль безопасности          | Ханна Запрудер                 | ТВ                                           |
| 2000        | Чего хотят женщины            | подруга Алекс                  |                                              |
| 2009        | Город огней                   | Мегс                           | короткометражный фильм                       |
| 2012        | Счастливый день длится дольше | Элизабет                       |                                              |
| 2013        | Ожидание                      | Дженни                         | короткометражный фильм                       |
| 2013        | Масоны                        | Рана Буркхалтер                |                                              |
| 2014        | Один в Саус-Бич               | Джина                          |                                              |
| 2014        | Чужие дети                    | Джиллиан                       |                                              |
| 2014        | Дом призраков                 | Ева                            |                                              |
| 2016        | Медведь с нами                | Тэмми                          |                                              |
| Телевидение |                               |                                |                                              |
| Год         | Сериал                        | Роль                           | Примечания                                   |
| 1992        | Средний возраст               | Хилари Купер                   | 3 эпизода                                    |
| 1993        | Проблемы с Ларри              | Линдсей Флатт                  |                                              |
| 1994        | Виннетка Роуд                 | Леа Баркер                     |                                              |
| 1997–1998   | Твоё желание                  | Микки Эппл                     | 13 эпизодов                                  |
| 1997        | ABC TGIF                      | Микки Эппл                     | 1 эпизод                                     |
| 2000        | Бостонская школа              | Мелисса                        | 1 эпизод                                     |
| 2001        | Малкольм в центре внимания    | Бет                            | 1 эпизод                                     |
| 2001–2006   | Расследование Джордан         | Эбби Мейси                     | 12 эпизодов                                  |
| 2010        | 90210: Новое поколение        | Кэт                            | 3 эпизода                                    |
| 2011        | Танцевальная лихорадка!       | Сара                           | эпизод Review It Up                          |
| 2012–2013   | Легенда о Корре               | Сенна / вспомогательные голоса | озвучка                                      |
| 2012–2013   | Даллас                        | Ребекка Суттер                 | 4 эпизода                                    |
| 2012        | Парни с детьми                | Меган                          | пилотный эпизод                              |
| 2012        | Два с половиной человека      | Мишель                         | эпизод Это не то, о чём говорят в Амстердаме |
| 2012        | Скетчи                        | Рудольф, мальчик / Ариэль      | 2 эпизода                                    |
| 2012        | Общее дело                    | Ирен                           | пилотный эпизод                              |
| 2016        | Реанимация                    | Кэролайн Стрингер              | 1 эпизод                                     |
| Видеоигры   |                               |                                |                                              |
| Год         | Игра                          | Роль                           | Примечания                                   |
| 2018        | Red Dead Redemption 2         | Сэди Адлер                     | Озвучка, захват движения                     |

## Награды и номинации
1998
- Young Artist Awards
  - Лучшая молодая актриса в комедийном телесериале («Твоё  желание») —   номинация

2016
- Sunscreen Film Festival
  - Лучшая актриса второго плана («Медведь с нами») —  победа
- Orlando Film Festival
  - Лучший актёрский ансамбль («Медведь с нами») —  победа
- FilmQuest
  - Лучшая актриса второго плана («Медведь с нами») —  победа